# Sláva, nazdar výletu (film)
Sláva, nazdar výletu je kratki češki igrani glasbeni film glasbene skupine Banjo Band iz leta 1978. Režiral ga je Jan Bonaventura.
Skupina je za film napisala istoimensko pesem, ki je izšla samo v filmu. Melodija pesmi je bila kasneje uporabljena za pesem »Ztratil jsem sako«, ki je izšla leta 1981 na albumu Předposlední leč.

## Zgodba
Skupina učencev se namerava odpraviti na izlet, ko jim učitelj (Luděk Sobota) v zadnjem hipu pove, da se je avtobus pokvaril. Zamujajoči učenec Novak predlaga, da se na izlet odpravijo s parnikom, ki ga ima s seboj njegov mlajši bratec. Učitelj predloga ne vzame resno, Novakov bratec pa napihne igračo in kmalu pred skupino otrok stoji parnik Daša Novákova s polno posadko, ki jo predstavljajo člani glasbene skupine Banjo Band. Tako se učenci kljub pokvarjenemu avtobusu odpravijo na izlet.

## Pesmi v filmu
- Sláva, nazdar výletu
- Jožin z bažin
- Brno je zlatá loď
- Prachovské skály
- Hlásná Třebáň
- Láďa jede lodí
- Rychlík jede do Prahy
- Kráva v mlékárně